# Emmett Toppino
Emmett Toppino, född 1 juli 1909 i New Orleans i Louisiana, död 8 september 1971 i New Orleans, var en amerikansk friidrottare.
Toppino blev olympisk mästare på 4 x 100 meter vid sommarspelen 1932 i Los Angeles.